# بارني هال
بارني هال (بالإنجليزية: Barney Hall)‏ هو معلق رياضي أمريكي، ولد في 24 يونيو 1932 في ألكين في الولايات المتحدة، وتوفي في 26 يناير 2016.